# Sete Quedas
Sete Quedas là một đô thị thuộc bang Mato Grosso do Sul, Brasil. Đô thị này có diện tích 825,925 km², dân số năm 2007 là 10659 người, mật độ 12,91 người/km².